# Luis Argentino Palau
Luis Argentino Palau (11 de setembre de 1896 – 8 de febrer de 1971) fou un jugador d'escacs argentí Va assolir el títol de Mestre Internacional (MI) el 1965.

## Resultats destacats en competició

### Torneigs internacionals
El 1921/22, va empatar als llocs 10è-12è a Montevideo (campió: Roberto Grau). El 1925, va guanyar a Montevideo, superant Damián Reca. El 1928, fou 2n, rere Grau, al I torneig internacional de Mar del Plata. El 1934/35, va empatar al tercer-quart lloc a Buenos Aires (campió: Luis Piazzini). El 1939 fou un dels participants argentins al Torneig del Círculo de Ajedrez, organitzat immediatament després de la VIII Olimpíada i on hi jugaren molts dels jugadors europeus que havien decidit quedar-se a viure a l'Argentina en esclatar la II Guerra Mundial.

### Olimpíades d'escacs
Palau va defensar l'Argentina en tres Olimpíades d'escacs. A l'Olimpíada de París de 1924 la competició era individual. Quedà primer al grup de qualificació número 9, i quedà posteriorment en 7è lloc al Campionat del Món amateur (el campió fou Hermanis Matisons). Palau va obtenir una medalla de bronze per la seva condició de finalista d'aquest campionat.
| Any  | Olimpíada                       | Ciutat  | Tauler | Guanyades | Perdudes | Taules | Punts | %     | Class.Equip |
| ---- | ------------------------------- | ------- | ------ | --------- | -------- | ------ | ----- | ----- | ----------- |
| 1924 | I Olimpíada d'escacs no oficial | París   | 3r     | 5         | 4        | 4      | 7     | 53,8% | 4t (de 18)  |
| 1927 | I Olimpíada d'escacs            | Londres | 4t     | 7         | 4        | 4      | 9     | 60,0% | 12è (de 16) |
| 1928 | II Olimpíada d'escacs           | La Haia | 3r     | 9         | 2        | 5      | 10    | 62,5% | 8è (de 17)  |